# Fodsporet (film fra 1912)
 For alternative betydninger, se Fodsporet. (Se også artikler, som begynder med Fodsporet)
Fodsporet er en dansk stum romantisk dramafilm fra 1912 produceret af Filmfabrikken Skandinavien. Filmens instruktør er ukendt. I begyndelsen af 1910'erne var sensationsfilm blevet populære, og filmen indeholder mod slutningen en række dramatiske actionscener med halsbrækkende spring ned i afgrunde, biljagter osv.
Filmen havde dansk premiere den 29. august 1912 i Filmfabrikkens egen biograf, Biorama og i Kæmpebiografen.

## Handling
En jaloux bejler stjæler pengesedler fra et pengeskab og kaster mistanken på sin rival ved at have taget hans støvler og med vilje afsat fodspor. En opdager tilkaldes, og rivalen mistænkes og det afsløres, at det er hans fodaftryk. Men opdageren afslører forbryderen, da han bruger de stjålne pengesedler. En jagt med biler og både følger, inden forbryderen til sidst kan tages til fange, og de elskende kan få hinanden.

## Medvirkende
- Frederik Henriksen - Malcolm, pensioneret kaptajn
- Mette Andersen - Irene, Malcolms kone
- Bertha Lindgreen - Henny, Malcolms datter
- Frederik Christensen - Blackburry, chef for et større kontor
- Knud Rassow - Robert Kerr, kasserer
- Aage Schmidt - King, kontorist
- Lauritz Hansen - Harrison, privatdetektiv
- Ove Knudsen - En politifuldmægtig
- Johannes Kilian - En gammel bogholder
- Parly Petersen - Første kontorist
- Albert Wamberg - Anden kontorist
- Ellen Lumbye - Edith de Lavalliere
- Elith Pio - Raymond
- Mlle. Bylgylbyl - Ægyptisk danser